# Problema de Brocard
El problema de Brocard és un problema matemàtic que busca solucions enteres de n i m per l'expressió:
{\displaystyle n!+1=m^{2},}
on n! denota el factorial. Va ser plantejat per Henri Brocard en un parell d'articles en els anys 1876 i 1885, i independentment l'any 1913 per Srinivasa Ramanujan.

## Nombres de Brown
Parelles de números (n, m) que són solució del problema de Brocard reben el nom de nombres de Brown. Hi ha només tres parells de nombre de Brown coneguts:
(4,5), (5,11), i (7,71).
Paul Erdős va conjecturar que no existeixen més solucions més enllà d'aquestes. Overholt (1993) va demostrar que hi ha només un nombre finit de solucions que compleixen la conjectura abc. Berndt & Galway (2000) va calcular per valors de n fins a 10^9 i no va trobar cap altra solució. Matson (2017) ha afirmat haver estès 3 ordres de magnitud el valor de n fins a arribar a un bilió.

## Variants del problema
Dabrowski (1996) va generalitzar el resultat d'Overholt per demostrar que seguiria de la conjectura abc que:
{\displaystyle n!+A=k^{2}}
té un nombre finit de solucions,, per qualsevol enter donat A. Aquest resultat va ser generalitzat per Luca (2002), que va demostrar (un altre cop assumint la conjectura abc) que l'equació
{\displaystyle n!=P(x)}
té només un nombre finit de solucions enteres per un cert polinomi P(x) de grau com a mínim 2 amb coeficients enters.